# Hylemya flavipennis
Hylemya flavipennis är en tvåvingeart som först beskrevs av Jean-Baptiste Robineau-Desvoidy 1830.  Hylemya flavipennis ingår i släktet Hylemya och familjen blomsterflugor.
Artens utbredningsområde är Frankrike. Inga underarter finns listade i Catalogue of Life.